# جوزيف يونغر
جوزيف يونغر (بالإنجليزية: Joseph Younger) هو مهندس معماري أمريكي، ولد في 1892 في واشنطن العاصمة في الولايات المتحدة، وتوفي في 16 مايو 1932 في Tilden Gardens ‏ في الولايات المتحدة بسبب إصابة بعيار ناري.